# هدبيات

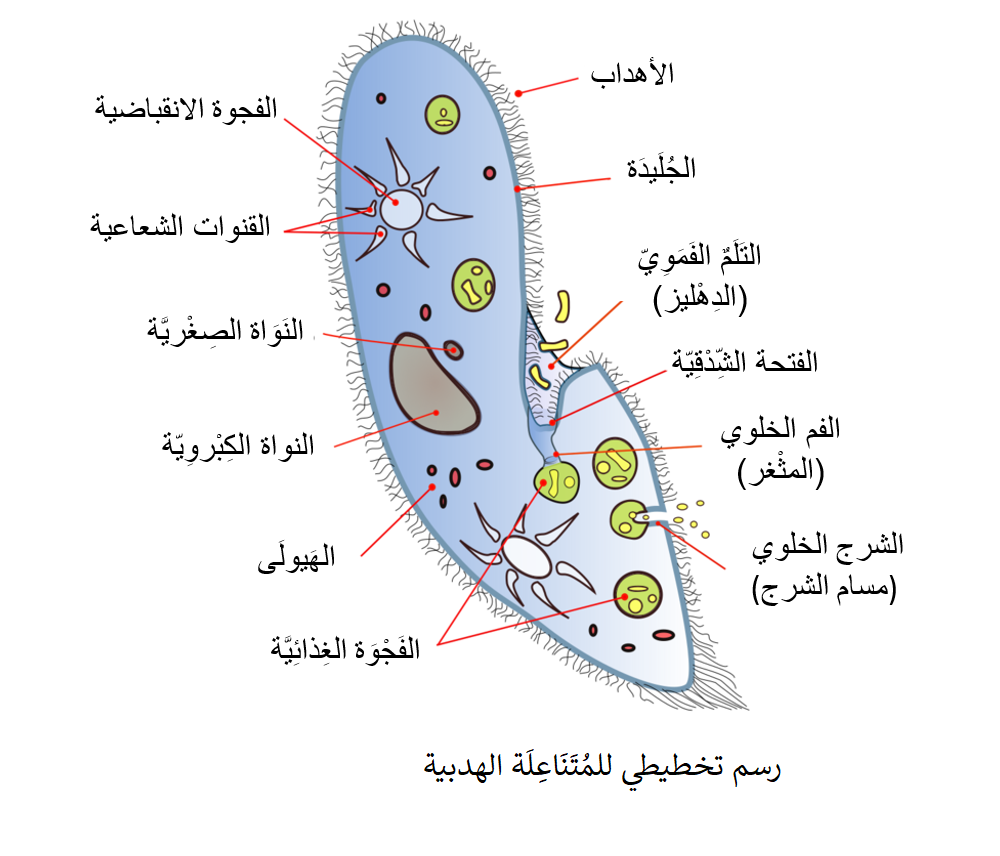
رسم تخطيطي للمُتَنَاعِلَة الهدبية

الهدبيات حاملات الأهذاب هي مجموعة من الأوليات تمتاز بوجود عضي شبيه بالشعر يسمى هدبا، والذي يطابق في تركيبه بنية سوط حقيقيات النوى، لكنه بشكل عام يكون أقصر وموجود بأعداد أكبر بكثير من أعداد الأسواط، مع نمط تموجي مختلف عن الأسواط أيضا.

## التصنيف
تم اقتراح العديد من مخططات التصنيف المختلفة للشركات العملاقة. يعتمد المخطط التالي على تحليل النشوء والتطور الجزيئي لما يصل إلى أربعة جينات من 152 نوعًا تمثل 110 عائلة:

### شعيبة الرباطيات خلف هدبية
- طائفة متغايرات الأهداب (على سبيل المثال جنس الصيقوعة)
- طائفة مهجورات النواة

### شعيبة داخليات النواة الكبروية
- طائفة Armophorea

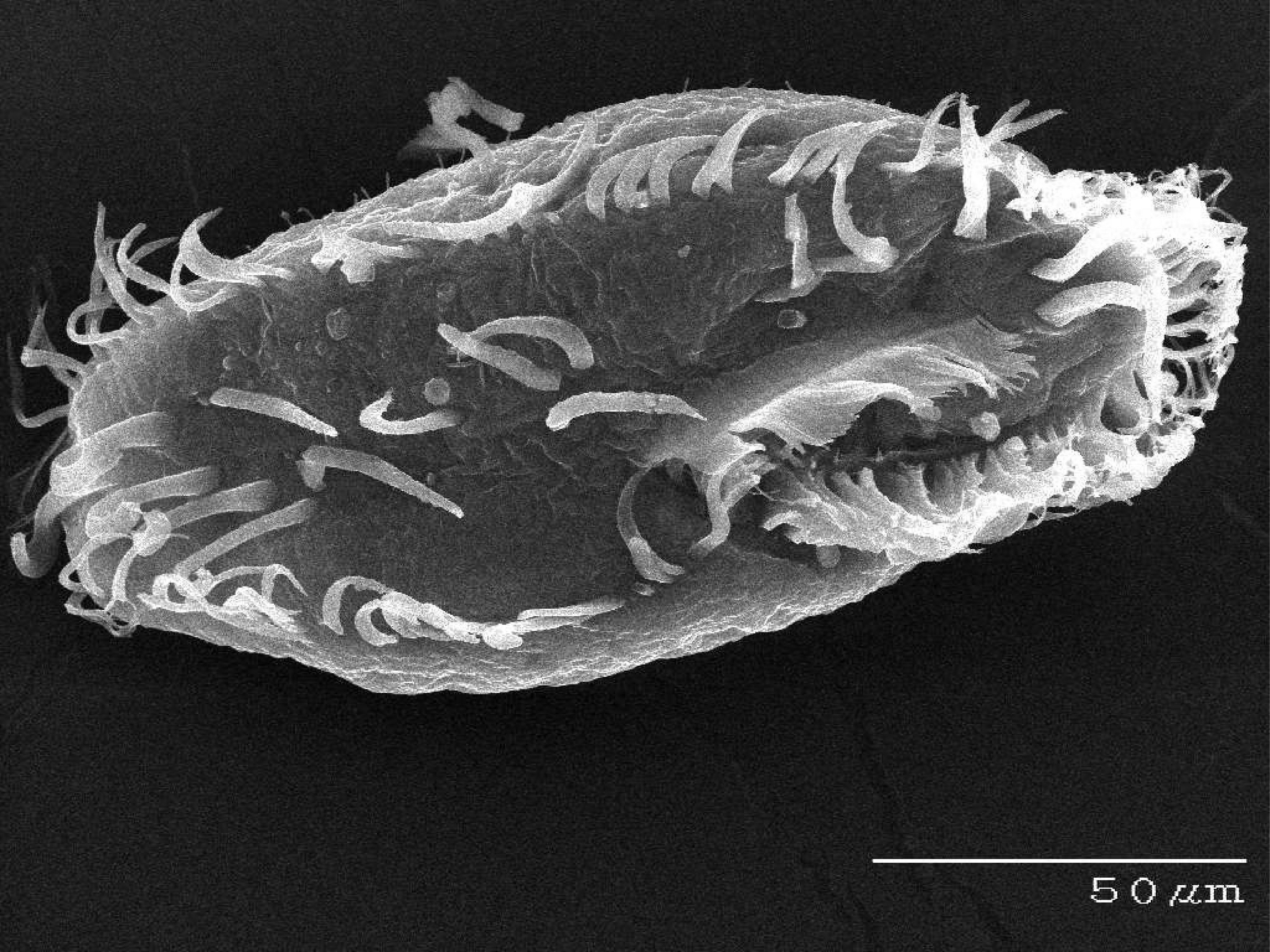
Oxytricha trifallax

- طائفة Cariacotrichea (نوع واحد فقط ، "Cariacothrix caudata")
- طائفة Muranotrichea
- طائفة Parablepharismea
- طائفة Colpodea (على سبيل المثال  Colpoda ')
- طائفة Litostomatea
  - تحت طائفة Haptoria (على سبيل المثال "Didinium")
  - تحت طائفة Rhynchostomatia
  - تحت طائفة  Trichostomatia (على سبيل المثال "قربية")
- طائفة Nassophorea
- طائفة Phyllopharyngea
  - تحت طائفة Chonotrichia
  - تحت طائفة Cyrtophoria
  - تحت طائفة Rhynchodia
  - تحت طائفة Suctoria (على سبيل المثال "Podophyra")
  - تحت طائفة Synhymenia
- طائفة Oligohymenophorea
  - تحت طائفة  Apostomatia
  - تحت طائفة  Astomatia
  - تحت طائفة  Hymenostomatia (على سبيل المثال  رباعية الغشاء )
  - تحت طائفة  Peniculia (على سبيل المثال  براميسيوم )
  - تحت طائفة Peritrich ia (على سبيل المثال  دردوري )
  - تحت طائفة  Scuticociliatia
- طائفة  Plagiopylea
- طائفة Prostomatea (على سبيل المثال  Coleps )
- طائفة Protocruziea
- طائفةSpirotrichea
  - تحت طائفة Choreotrichia
  - تحت طائفة Euplotia
  - تحت طائفة Hypotrichia
  - تحت طائفة Licnophoria
  - تحت طائفة Oligotrichia
  - تحت طائفة Phacodiniidea
  - تحت طائفة Protohypotrichia